# Tadeusz Bieńkowski (oficer)
Tadeusz Bronisław Bieńkowski (ur. 26 maja 1897 w Chorostkowie, zm. 1 stycznia 1946 w Przemyślu) – kapitan Wojska Polskiego.

## Życiorys
Absolwent Szkoły Podchorążych Piechoty w Ostrowi Mazowieckiej z 9 czerwca 1919 roku. Początkowo w wojsku austriackim. W I pierwszej wojnie światowej walczył na froncie rosyjskim, a następnie na froncie południowym, gdzie trafił do niewoli francuskiej. Do Polski wrócił z Błękitną Armią gen. Hallera.
Od 23 marca 1919 roku służył w 15 pułku piechoty „Wilków” w Bochni, a potem w Dęblinie, gdzie dowodził 3 kompanią. Uczestniczył w wojnie polsko-bolszewickiej. Za utrzymanie pozycji przy przytłaczającej przewadze wroga odznaczony został Krzyżem Walecznych. Od czerwca 1920 przez 13 miesięcy więziony.
Od 1932 roku do wybuchu II wojny światowej w 38 pułku piechoty Strzelców Lwowskich w Przemyślu. We wrześniu 1939 roku trafił do niewoli radzieckiej, z której udało mu się zbiec, a następnie do niewoli niemieckiej – więziony kolejno w obozach: Arnswalde (numer jeniecki: 1297/II B) i Gross-Born.

## Ordery i odznaczenia
- Krzyż Walecznych (1921)[1]
- Medal Pamiątkowy za Wojnę 1918–1921
- Medal Dziesięciolecia Odzyskanej Niepodległości
- Krzyż Wojskowy Karola (Austro-Węgry)